# Martynas Džiaugys

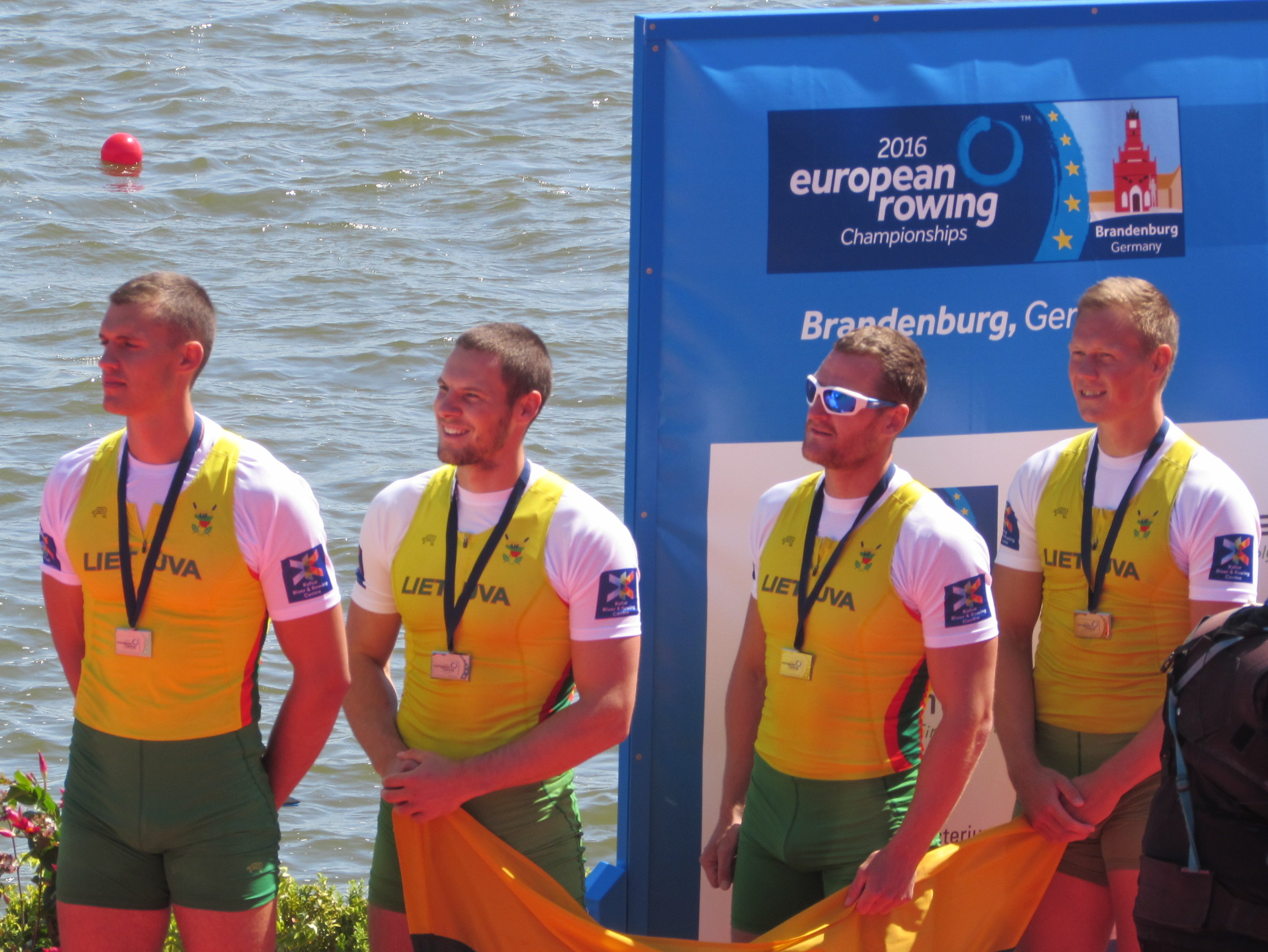
Der litauische Doppelvierer bei der Ruder-EM 2016:Dovydas Nemeravičius, Martynas Džiaugys, Dominykas Jančionis, Aurimas Adomavičius (von rechts nach links)

Martynas Džiaugys (* 8. November 1986 in Kaunas) ist ein litauischer Ruderer.

## Erfolge
Martynas Džiaugys nahm 2002 an den Junioren-Weltmeisterschaften teil und belegte den 20. Platz im Zweier ohne Steuermann. 2004 erreichte er den zehnten Platz im Doppelvierer bei den U23-Weltmeisterschaften, im Jahr darauf war er Neunter im Doppelzweier.
Erst 2015 war Džiaugys wieder bei internationalen Meisterschaften dabei. Zusammen mit Zygimantas Galisanskis belegte er im Doppelzweier den zehnten Platz bei den Europameisterschaften. Bei den Weltmeisterschaften 2015 erreichten Zygimantas Galisanskis, Martynas Džiaugys, Dominykas Jančionis und Aurimas Adomavičius den sechsten Platz im Doppelvierer und damit die direkte Olympiaqualifikation.
Bei den Europameisterschaften 2016 bildeten Dovydas Nemeravičius, Martynas Džiaugys, Dominykas Jančionis und Aurimas Adomavičius den litauischen Doppelvierer, der die Silbermedaille hinter dem estnischen Boot gewann. In dieser Besetzung trat der Doppelvierer auch bei den Olympischen Spielen 2016 in Rio de Janeiro an und belegte den neunten Platz unter zehn teilnehmenden Booten. 
2017 kam Rolandas Maščinskas für Dominykas Jančionis in den Doppelvierer. Diese Crew gewann beim Weltcup-Auftakt in Belgrad und siegte dann auch bei den Europameisterschaften. Beim Weltcup-Finale in Luzern siegten die Litauer mit Saulius Ritter für Nemeravičius. Bei den Weltmeisterschaften 2017 saß Nemeravičius wieder im Doppelvierer, der den Titel vor den Booten aus dem Vereinigten Königreich und aus Estland gewann. Nach zwei schwächeren Jahren kehrte Martynas Džiaugys 2020 in den Doppelvierer zurück. Dovydas Nemeravičius, Martynas Džiaugys, Dominykas Jančionis und Aurimas Adomavičius ruderten 2020 zur Bronzemedaille bei den Europameisterschaften in Posen. Bei den Olympischen Spielen in Tokio belegte Džiaugys mit dem litauischen Doppelvierer den zehnten und letzten Platz.